# ميلتون هكتور ترينيداد غونزاليس
ميلتون هكتور ترينيداد غونزاليس (بالإسبانية: Milton Héctor Trinidad González)‏ هو لاعب كرة قدم أوروغواياني في مركز الهجوم، ولد في 16 مايو 1939 في مونتفيدو في الأوروغواي. لعب مع ناسيونال مونتيفيديو.